# ریچارد پورسون
ریچارد پورسون (انگلیسی: Richard Porson; ۲۵ دسامبر ۱۷۵۹ – ۲۵ سپتامبر ۱۸۰۸) استاد دانشگاه در مطالعات کلاسیک، و نویسنده اهل پادشاهی متحد بریتانیای کبیر و ایرلند بود.